# АКУД „Бранко Крсмановић” Београд
Академско културно-уметничко друштво (АКУД) „Бранко Крсмановић“ (познато и само под називом Крсманац) из Београда је једно од водећих културно-уметничких друштава у Србији.  
Основано је децембра 1945. године и носи име Бранка Крсмановића (1915-1941), учесника шпанског грђанског рата и народног хероја. 
Друштво чине хор Обилић, основан 1884, позориште (Академско позориште), основано 1922, фолклор и оркестар.